# Axel Öfverstén

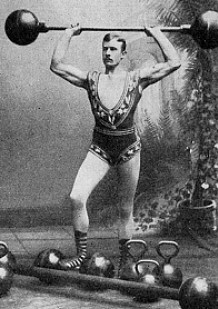
Axel Öfverstén 1898.

Axel Julius Gotthard Öfverstén, född 12 februari 1866 i Hedvig Eleonora församling i Stockholm, död 12 april 1950 i Oscars församling i Stockholm, var kring sekelskiftet 1900 en pionjär inom atletiken och 1891 en av grundarna av Djurgårdens IF. 

## Biografi
Öfverstén började med gymnastik men blev känd som ”kraftatlet”, alltså tyngdlyftare som uppträdde på cirkus och varieté. Han debuterade år 1887 på Cirkus Busch som gästade Östermalm. Där lyfte han en 450 kilo tung sten och sedan han besegrat den tyska atleten "Filippi" några år senare blev han titulerad "Sveriges starkaste man". Han uppträdde även på Cirkus i Stockholm där han rätade ut hästskor och balanserade fem fullvuxna män på en planka på sin bröstkorg. Efter turnéer i Sverige och utomlands fick han engagemang vid Mosebacke varieté. Ett av hans nummer där gick ut på att lyfta en häst inklusive ryttaren. 
Öfverstén var i slutet av 1800-talet bosatt som inneboende i villa Sofiedal på Alberget (dagens Djurgårdsvägen 142) och lär 1891 ha startat Djurgårdens IF i grannhuset Alberget 4A tillsammans med John G. Jansson och några Djurgårdsbor. Där fanns vid den tiden ett populärt kafé. Överstén var en av DIF:s första medlemmar. Han blev styrelseledamot 1892 och senare vice ordförande mellan 1894 och 1895, vid sidan om ordföranden John G. Jansson. 
Överstén drog sig ganska tidigt tillbaka från artistbanan, men fortsatte som tränare åt en annan känd kraftatlet, Oskar Wahlund. Axel har haft många sysselsättningar genom åren: artist, köpman, bokhållare och affärsman. Han var fram till sin död 1950 bosatt på Djurgården. Han fick sin sista vila på Norra begravningsplatsen, där han gravsattes den 2 maj 1950.